# Raphaël Camacho
Raphael Camacho est un footballeur français né le 29 janvier 1975 à Bordeaux. Il joue au poste de milieu de terrain du milieu des années 1990 au début des années 2010.

## Biographie
Raphaël Camacho a joué 2 matchs en Ligue 1 avec les Girondins de Bordeaux et 40 matchs en Ligue 2 avec Grenoble Foot.
Il a fait sa première apparition en division 1 le 22 mars 1995 lors du match  AS Monaco - Bordeaux (6-3).

## Carrière
- 1994-1996 : Girondins de Bordeaux  France (Ligue 1)
- 1996-1997 : Pau FC  France (CFA)
- 1997-1998 : Tours FC  France (National)
- 1998-2003 : Grenoble Foot  France (CFA, National puis Ligue 2)
- 2003-2004 : Angoulême CFC  France (National)
- 2004-2009 : Croix de Savoie  France (National puis CFA)
- 2009-2010 : FC Bassin d'Arcachon  France (CFA2)
  - 2013 - 2015 : US Lège Cap-Ferret. (CFA 2)
  - 2015-2018 : FC Bassin d'Arcachon  Entraîneur de l'équipe U17 puis U19 [1]

## Palmarès
- Champion de France de National  et quart de finaliste de coupe de France avec le Grenoble Foot en 2001.
- Champion de CFA (Groupe B) en 1999 avec Grenoble Foot puis en 2008 avec Croix de Savoie.
- Champion Nouvelle Aquitaine en  avec les U17 en 2016 Puis en 2018 avec les U19 du Football Club Bassin Arcachon en tant que Entraîneur.